# Leonard T. Gerow
El general Leonard Townsend Gerow (13 de julio de 1888 - 12 de octubre de 1972) fue un oficial superior del Ejército de los Estados Unidos altamente condecorado que sirvió con distinción tanto en la Primera Guerra Mundial como en la Segunda Guerra Mundial.

## Primeros años
Gerow nació en Petersburg, Virginia. El nombre Gerow se deriva del nombre francés "Giraud". Gerow asistió a la escuela secundaria en Petersburg y luego asistió al Instituto Militar de Virginia (VMI). Fue elegido tres veces presidente de la clase. Se graduó con el "Nombramiento de Honor" que, en ese momento, permitía a un hombre en cada clase de graduación de VMI convertirse en segundo teniente del Ejército Regular sin más exámenes. Fue comisionado como segundo teniente en la rama de infantería del ejército de los Estados Unidos el 29 de septiembre de 1911.

## Carrera militar temprana
Antes de la Primera Guerra Mundial, Gerow sirvió en una serie de asignaciones como oficial de grado de la compañía en la Infantería. En 1915 ganó elogios por su trabajo en el huracán de Galveston de 1915 que azotó a Galveston, Texas. También participó en la ocupación estadounidense de Veracruz. Fue ascendido a primer teniente el 1 de julio de 1916 y luego a capitán el 15 de mayo de 1917, poco después de la entrada estadounidense en la Primera Guerra Mundial el 6 de abril de 1917.
Desde el 16 de enero de 1918 hasta el 30 de junio de 1920, sirvió en el personal del Cuerpo de Señales en el Frente Occidental. Fue ascendido al rango de coronel interino, encargado de la compra de todos los equipos de radio para la Fuerza Expedicionaria Estadounidense (AEF) en Bélgica y Francia. Por sus servicios durante la guerra, ganó la Medalla de Servicio Distinguido del Ejército y la Legión de Honor francesa.
Después de regresar a los Estados Unidos, fue ascendido al rango permanente de mayor el 1 de julio de 1920. Se le ordenó que asistiera al curso avanzado en la Escuela de Infantería del Ejército de Estados Unidos en Fort Benning, Georgia, en el otoño de 1924. Se graduó primero en la promoción en 1925 del Curso Avanzado de la Escuela de Infantería. Omar Bradley se graduó segundo. Gerow asistió a la Escuela de Comando y Estado Mayor del Ejército de EE. UU., Donde Dwight D. Eisenhower fue su compañero de estudio, y se graduó en 1926, ocupando el puesto 11 en la clase de 245. En 1931 completó el Curso de Oficial de Campo en Guerra Química y Tanques y tomó un curso en US Army War College.
Gerow sirvió en China en 1932 en el sector de Shanghái. El 1 de agosto de 1935 fue ascendido al rango permanente de teniente coronel. El 1 de septiembre de 1940, antes de la entrada estadounidense en la Segunda Guerra Mundial, se convirtió en coronel en grado permanente y un mes después, el 1 de octubre de 1940, fue nombrado general de brigada temporal.

## Segunda Guerra Mundial

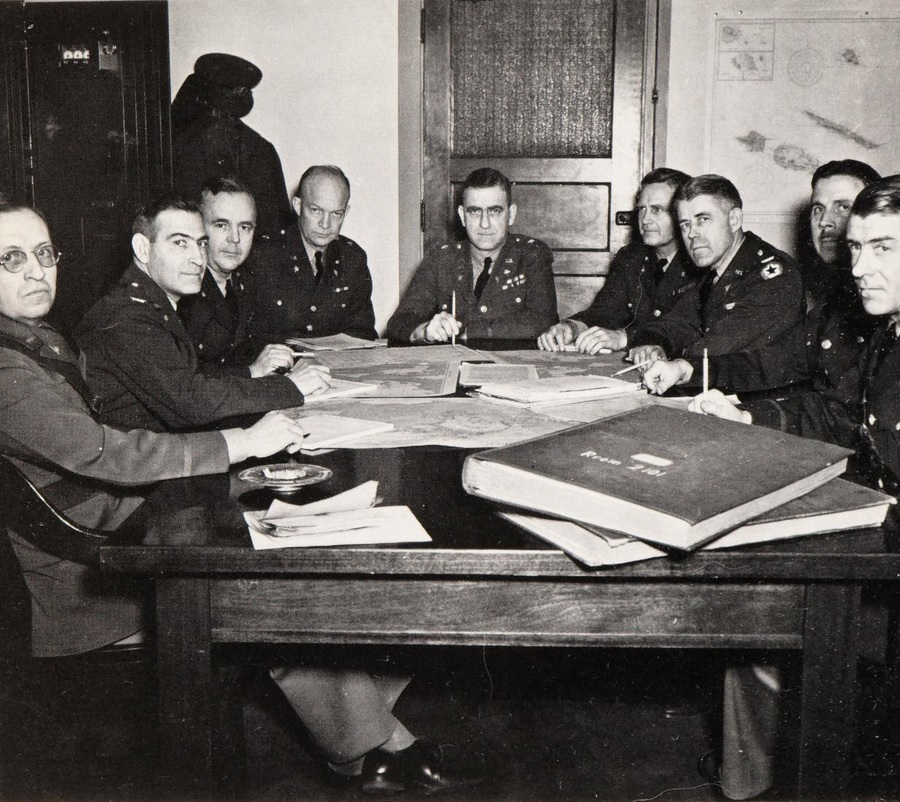
Reunión de la División de Planes de Guerra del Estado Mayor del Departamento de Guerra en marzo de 1942. Leonard Gerow (centro) está sentado a la izquierda inmediata de Dwight D. Eisenhower ; su hermano Lee S. Gerow es el segundo desde la izquierda.

En el momento del ataque a Pearl Harbor y la entrada de Estados Unidos en la Segunda Guerra Mundial, Gerow era Jefe de la División de Planes de Guerra (WPD) en el Pentágono. Gerow fue ascendido a mayor general el 14 de febrero de 1942, más de dos meses después de que los Estados Unidos entraran en la Segunda Guerra Mundial, y se convirtió en comandante general (CG) de la 29.ª División de Infantería, una formación de la Guardia Nacional del Ejército, el 16 de febrero de 1942. Legión de Mérito el 27 de septiembre de 1943 por su trabajo como comandante de división y como jefe de Estado Mayor de la División de Planes de Guerra. Continuó como comandante de la 29.ª División hasta el 17 de julio de 1943.
Se convirtió en comandante del V Cuerpo el 17 de julio de 1943. Esta era la unidad de tropas más grande en el Teatro de Operaciones Europeo (ETO). Jugó un papel importante en la planificación de la invasión de Europa continental. Fue el primer comandante del cuerpo en tierra el Día D, 6 de junio de 1944, y continuó al mando durante la Batalla de Normandía, en la que sus divisiones sufrieron numerosas bajas. El V Cuerpo se componía inicialmente de dos divisiones de infantería: el veterano 1.º y el verde 29.º, su antigua división, ahora comandada por el mayor general Charles H. Gerhardt. Estuvo al mando del V Cuerpo del 17 de julio de 1943 al 17 de septiembre de 1944 y nuevamente del 5 de octubre de 1944 al 14 de enero de 1945. Gerow se mantuvo cerca de sus tropas que avanzaban en el V Cuerpo. Fue el primer oficial estadounidense del rango de mayor general en entrar en París después de su liberación por la 2.ª División Blindada francesa y la 4.ª División de Infantería de los EE. UU. Por su participación en esta campaña fue galardonado con la Estrella de Plata.

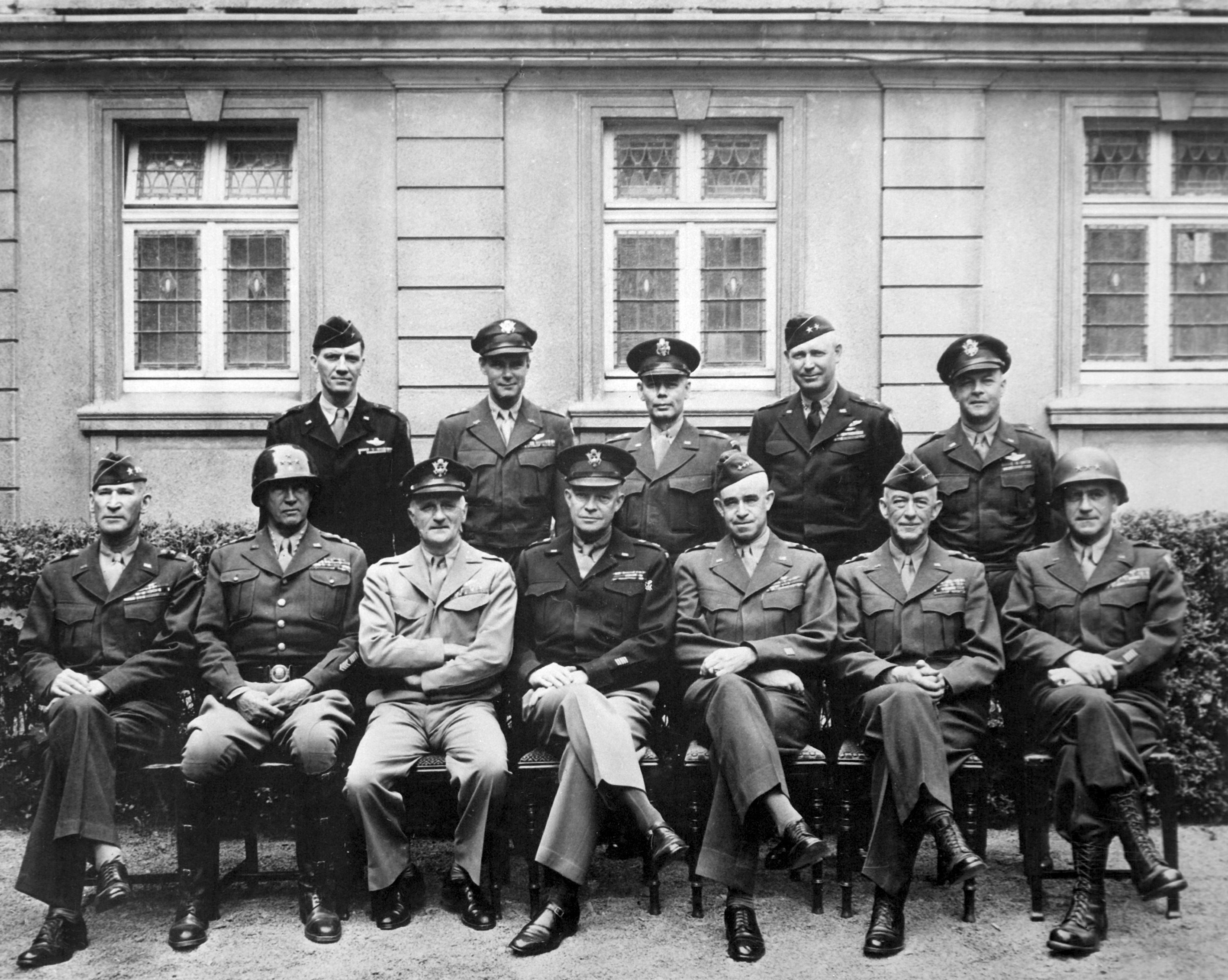
Altos comandantes estadounidenses en Europa occidental, 1945. Sentados están, de izquierda a derecha, William Hood Simpson, George S. Patton, Carl A. Spaatz, Dwight D. Eisenhower, Omar Bradley, Courtney Hodges, Leonard T. Gerow. De pie están, de izquierda a derecha, Ralph Francis Stearley, Hoyt Vandenberg, Walter Bedell Smith, Otto P. Weyland y Richard E. Nugent.

Tanto el general Dwight D. "Ike" Eisenhower, el comandante supremo aliado en el frente occidental, como el teniente general Omar Bradley, el comandante del 12.º Grupo de Ejércitos de EE. UU. Segunda Guerra. En un memorando de febrero de 1945, el general Eisenhower enumeró a los principales comandantes estadounidenses en orden de mérito según el valor de su servicio durante la guerra. Gerow figuraba en la lista 8 de 32. En una carta al General George Marshall, jefe de Estado Mayor del Ejército, el 26 de abril de 1945, con respecto a los comandantes que podrían continuar sirviendo en el Pacífico, Eisenhower elogió a Bradley y luego dijo: "En En Europa hay otros hombres que han sido probados a fondo como altos comandantes de combate, incluidos Simpson, Patch, Patton, Gerow, Collins, Truscott y otros. Cualquiera de ellos puede liderar con éxito un ejército en combate en las condiciones más duras ".
Gerow recibió el mando del recién formado Decimoquinto Ejército el 15 de enero de 1945. Fue ascendido a teniente general el 6 de febrero de 1945, siendo el ascenso efectivo el 1 de enero de 1945.

## Carrera posterior a la Segunda Guerra Mundial

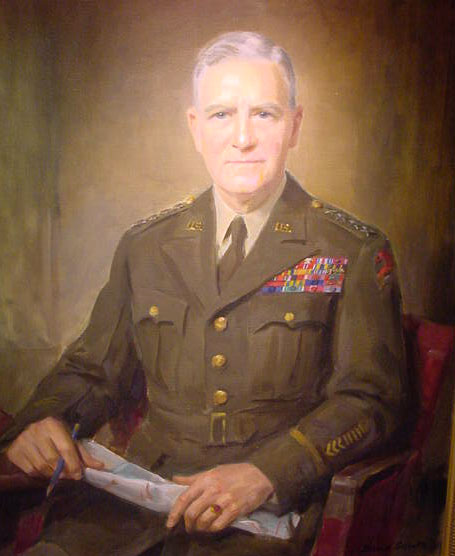
Retrato de Leonard T. Gerow.

Después de la guerra, el Teniente General Gerow fue nombrado Comandante de la Escuela de Comando y Estado Mayor del Ejército de los Estados Unidos. Fue puesto a cargo de una junta que estudió y propuso cómo deberían organizarse las universidades del ejército después de la guerra. En febrero de 1946, la Junta de Gerow recomendó cinco universidades independientes. En enero de 1948 fue nombrado comandante general del Segundo Ejército. Este fue su último mensaje; se retiró del ejército, después de casi 40 años de servicio, en julio de 1950. Gerow fue nombrado general de pleno derecho el 19 de julio de 1954 por una ley especial del Congreso (Ley Pública 83-508).
El hermano de Gerow, Lee S. Gerow se graduó del VMI en 1913 y ascendió al rango de general de brigada.

## Premios y condecoraciones
| Medalla de servicio distinguido con dos racimos de hojas de roble                    |
| Estrella de plata con dos racimos de hojas de roble                                  |
| Legion of Merit con racimo de hojas de roble                                         |
| Estrella de bronce con racimo de hojas de roble                                      |
| Medalla de aire                                                                      |
| Medalla del Servicio Fronterizo Mexicano                                             |
| Medalla de la victoria de la Primera Guerra Mundial                                  |
| Medalla del servicio de defensa estadounidense                                       |
| Medalla de la campaña americana                                                      |
| Medalla de campaña de Europa, África y Medio Oriente con cuatro estrellas de campaña |
| Medalla de la victoria de la Segunda Guerra Mundial                                  |
| Medalla del Ejército de Ocupación con cierre "Alemania"                              |
| Orden del Baño, Compañero (Gran Bretaña)                                             |
| Orden de Suvorov, Segunda Clase (Rusia)                                              |
| Legión de Honor, Comandante (Francia)                                                |
| Croix de guerre con palma (Francia)                                                  |
| Orden de Leopoldo II, Gran Oficial con Palm (Bélgica)                                |
| Croix de guerre con palma (Bélgica)                                                  |
| Orden de la Corona de Roble, Gran Oficial (Luxemburgo)                               |
| Orden del Mérito Militar (Chile), Primera Clase                                      |
| Orden de Ayacucho, Gran Oficial (Perú)                                               |
| Orden del Mérito Militar, Gran Oficial (Brasil)                                      |
| Orden del Mérito Aeronáutico, Gran Oficial (Brasil)                                  |